# Muerte de Nahel Merzouk
La muerte de Nahel Merzouk fue el resultado del disparo por parte de un policía a un adolescente de 17 años al volante de un coche alquilado, en el suburbio parisino de Nanterre, ocurrido el 27 de junio de 2023.
Merzouk, quien había abandonado sus estudios escolares, contaba con un nutrido dosier policial; en cambio, carecía de licencia de conducir en el momento en el que la policía quiso revisar su automóvil. 
El policía fue arrestado. El presidente de Francia declaró el incidente «inexcusable e imperdonable», y agregó que el incidente «conmovió a toda la nación». La Asamblea Nacional de Francia guardó un minuto de silencio por Nahel. El incidente provocó protestas y disturbios generalizados en toda Francia. 

## Contexto
Francia ha experimentado un repunte de la violencia policial en los últimos años en paralelo con el aumento de las violaciones y hurtos. El tiroteo fue el tercer tiroteo fatal durante una parada de tráfico en Francia en 2023. En 2020 hubo tres muertes, seguidas de dos en 2021 y un récord de 13 en 2022. La mayoría de las víctimas de tales ataques son con frecuencia de raza negra o árabe, lo que llevó a muchos a alegar la presencia de racismo sistémico dentro del sistema policial francés. El Consejo de Derechos Humanos de las Naciones Unidas criticó a la fuerza policial del país en mayo de 2023 y pidió que el país tomase medidas serias para abordar el uso crónico de fuerza excesiva dentro de ella. Los funcionarios del gobierno a menudo han minimizado la violencia policial dentro de Francia, y el término en sí mismo muchas veces no se usa, y los sindicatos policiales con frecuencia sofocan los intentos de reformar sus tácticas. En 2022, alrededor de 5 oficiales fueron procesados por los tiroteos antes mencionados.
El 19 de julio de 2016, Adama Traoré, un hombre negro de 24 años en Francia, murió bajo custodia luego de ser inmovilizado y aprehendido por la policía. El incidente desencadenó protestas y protestas públicas generalizadas, que se renovaron en mayo de 2020 cuando los oficiales involucrados fueron absueltos de irregularidades, y también se vieron reforzados por las consecuencias simultáneas de la muerte de George Floyd.
De acuerdo con la ONU, las fuerzas del orden francesas tienen “profundos problemas de racismo”. Y una historia de muertes en operativos: 861 desde 1977; es decir, cerca de 19 por año.

## Tiroteo

### Versión dada por la policía

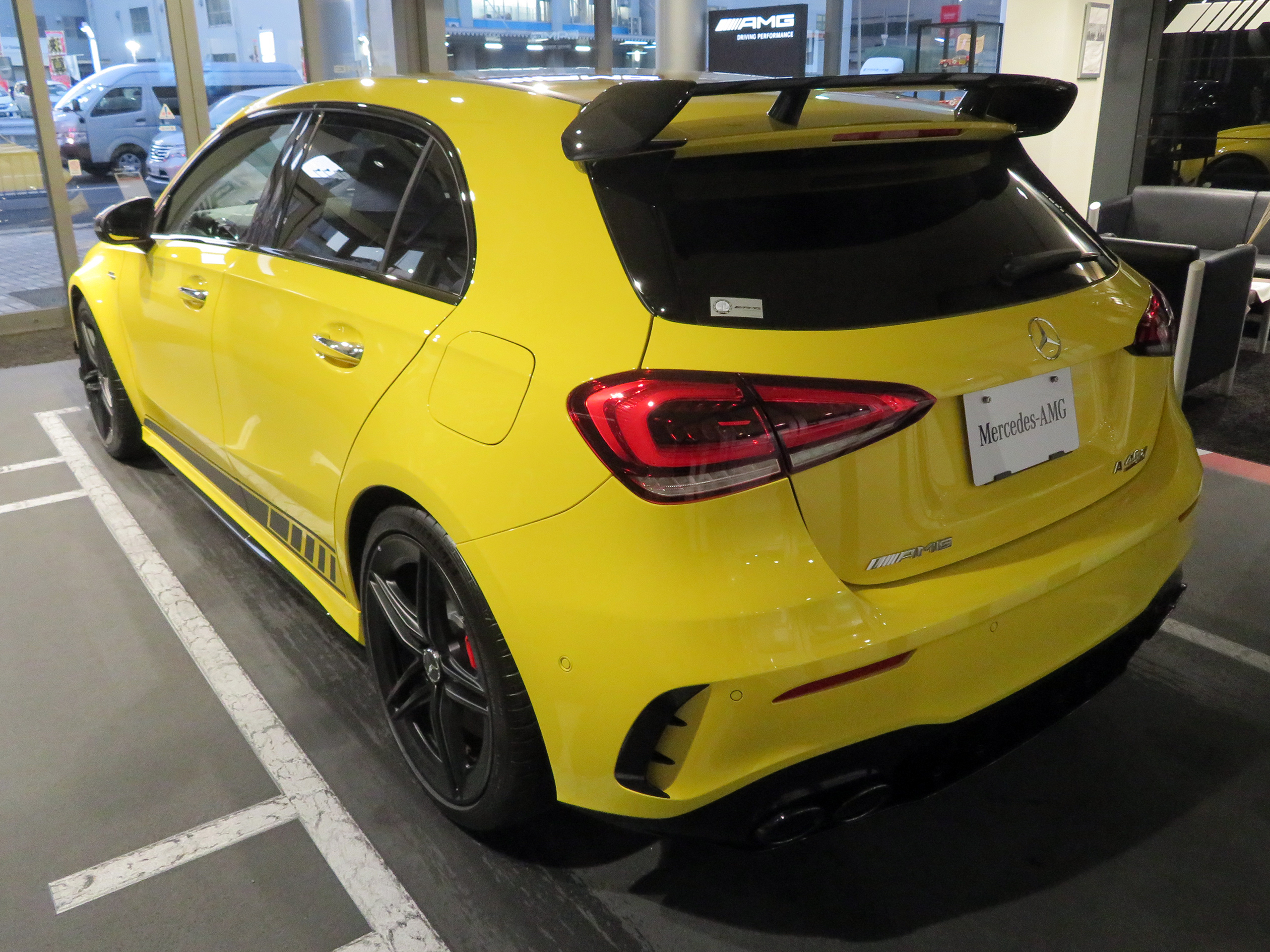
Un Mercedes A45 AMG de color amarillo, similar al vehículo donde se movilizaba el adolescente al momento del incidente

El 27 de junio de 2023, un joven de 17 años llamado Nahel Merzouk conducía un Mercedes-AMG alquilado en Nanterre, una comuna obrera en el oeste de París. El adolescente era «conocido de la policía, en particular por rehusarse a acatarla», y de hecho se le había acusado ante el fiscal por desacato el fin de semana anterior y cinco veces desde 2021. Su archivo judicial contaba con 15 citaciones, incluyendo el uso de placas de circulación falsas, conducir sin seguro, y por venta y consumo de estupefacientes. Nahel trabajaba como repartidor. Era de ascendencia argelina y marroquí. En el auto viajaban otros dos pasajeros.
A las 8:30 (CEST-hora local-), dos policías detuvieron a Merzouk por violar las normas de tránsito en el cruce François Arago, cerca de la Estación de Nanterre-Préfecture de la Réseau Express Régional, en la Plaza Nelson-Mandela. Se alega que Nahel «desobedeció y cometió varias infracciones de tránsito, poniendo en peligro la vida de un peatón y un ciclista», y también se negó a apagar el motor.  Uno de los oficiales, un brigadier de 38 años, sacó un arma durante el enfrentamiento, mientras el otro hablaba con Nahel. La policía alegó que Nahel se negó a cooperar. Durante el video, se puede escuchar a un policía afirmando "te voy a disparar". Uno de los oficiales le disparó cuando intentaba alejarse a toda velocidad con su coche haciendo contacto con el policía. Más tarde, la policía afirmó que esto se debió a que temían por sus vidas; alegando que Nahel se estaba encontrando con la policía. Nael continuó acelerando, huyendo de la escena antes de que su automóvil finalmente chocara contra un poste a unos metros de distancia.
A pesar de recibir apoyo médico de emergencia, Merzouk murió más tarde a causa de las heridas de bala a las 9:15 (CST). Uno de los otros pasajeros fue detenido pero liberado por la policía, y continúa la búsqueda del otro.
Un espectador tomó un video del incidente, quien lo publicó en las redes sociales.
En Francia, existe una base legal para que la policía use armas de fuego durante las paradas de tráfico en caso de incumplimiento. Las autoridades arrestaron al oficial de policía que le disparó a Merzouk, bajo sospecha de «homicidio voluntario por parte de una persona con autoridad». El policía quien disparó, Florient M, fue miembro de la Brav-M y de la CSI 93, dos unidades de policía controvertidas por sus prácticas violentas. Ha sido condecorado varias veces, en particular por su papel contra el movimiento de los chalecos amarillos.  El policía había sido acusado de exhibición sexual en enero de 2023.

### Versión policial cuestionada por un video
Según la policía, un oficial disparó su arma cuando el joven conductor estaba a punto de atropellarlo. Esta versión, alegando defensa propia, fue cuestionada luego de la publicación de un video que muestra que el automóvil no estaba en posición de dañar a los policías y no se dirigía hacia ellos. Según Le Monde, "la secuencia de 50 segundos, que se ha hecho viral en las redes sociales, ha arrasado literalmente con los elementos lingüísticos inicialmente difundidos por fuentes policiales y repetidos por algunos medios". El video muestra que los dos policías estaban en el lado del conductor del Mercedes. El automóvil se alejaba cuando el policía disparó, aún a quemarropa.

### Versión del tercer pasajero
El 30 de junio de 2023, un tercer pasajero a bordo del Mercedes testificó que Merzouk recibió varios golpes en el trasero. Según ellos, el tercer golpe de cabeza hizo que Merzouk soltara el pedal del freno, provocando que el coche avanzara, dado que la caja de cambios era automática. Según BFM TV, esta versión difiere de la esgrimida por la policía, ya que según el prefecto de policía de París Laurent Nuñez: el conductor primero apagó el motor, volvió a encender el vehículo y luego se fue. Fue en este contexto que el policía usó su arma de fuego.

## Investigación
El brigadier está actualmente bajo investigación por homicidio involuntario en relación con el incidente y fue puesto bajo custodia por "homicidio voluntario por parte de una persona con autoridad".  La policía ha sostenido que el tiroteo se realizó en defensa propia, argumentando que Nahel estaba conduciendo hacia el oficial. A raíz de la publicación del video, este reclamo ha sido rechazado. Yassine Bouzrou, un abogado que representa a la familia de Nahel, afirmó que el video desacredita completamente esa noción y que el brigadier tenía «intención de matar». Otros abogados que representan al adolescente se han hecho eco de declaraciones similares.
Se han abierto dos investigaciones: la primera por «negativa de cumplimiento» e «intento de homicidio voluntario a persona en autoridad», y otra investigación por «homicidio voluntario a persona en autoridad», que ha sido encomendada a la Inspección General de la Policía Nacional (IGPN).

## Comienzo de los disturbios

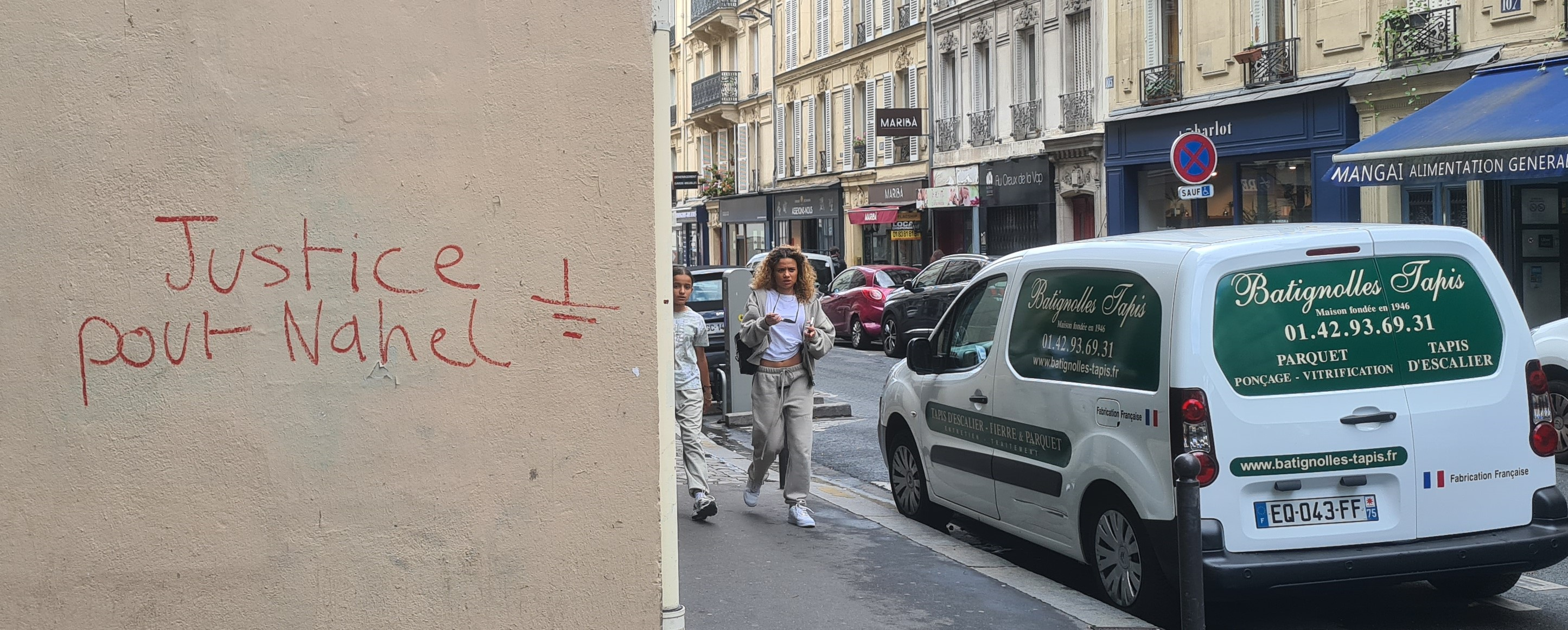
Grafiti: Justicia para Nahel en París

La protesta pública por el tiroteo de Nahel se convirtió en protestas y, finalmente, en disturbios. En Nanterre, los residentes iniciaron una protesta frente a la sede de la policía el 27 de junio, que luego se convirtió en disturbios cuando los manifestantes incendiaron automóviles, destrozaron paradas de autobús y dispararon fuegos artificiales contra la policía. En Viry-Châtillon, justo al sur de París, un grupo de jóvenes habría incendiado un autobús.
En Mantes-la-Jolie, una ciudad a 40 km al noroeste de París, el ayuntamiento fue incendiado en la noche del 27 de junio,  ardiendo hasta las 3:15 (CEST). Los enfrentamientos continuaron durante toda la noche en Francia, incluidos Toulouse y Lille. También se informó de disturbios en Asnières, Colombes, Suresnes, Aubervilliers, Clichy-sous-Bois y Mantes-la-Jolie.
Para el 29 de junio, más de 150 personas habían sido arrestadas, 24 agentes habían resultado heridos y 40 automóviles habían sido incendiados. Temiendo mayores disturbios, Gérald Darmanin, Ministro del Interior de Francia, desplegó 1.200 policías antidisturbios y gendarmes en París y sus alrededores, y luego agregó un 2,000 adicionales. El 29 de junio, Darmanin anunció que el gobierno desplegaría 40.000 soldados en todo el país.
El 29 de junio se llevó a cabo una marcha de vigilia en Nanterre en memoria de Nahel.
Un hombre de 27 años murió el 2 de julio al margen de los disturbios, probablemente por disparos de la policía.

### Reacciones a los disturbios
En el mismo discurso en el que Macron denunció a la policía, también llamó a la paz a los manifestantes. El Ministerio del Interior instó a la calma tras el primer día de disturbios. El alcalde de Nanterre, Patrick Jarry, aunque expresó su "conmoción" por el video, declaró en una conferencia de prensa el 28 de junio que la prefectura había atravesado "uno de los peores días de su historia", instando a los ciudadanos a "detener esta espiral destructiva" y agregó que “Queremos justicia para Nahel, la conseguiremos a través de la movilización pacífica”.
Algunos temían que el nivel de violencia pudiera escalar severamente de una manera que recordara los disturbios franceses de 2005, donde el país soportó tres semanas de disturbios civiles generalizados y disturbios seguidos, de una manera que refleja vagamente el M. de Nahel, dos jóvenes electrocutados fatalmente después de tres de ellos se escondieron en una subestación eléctrica mientras huían de la policía. Schofield propuso que esta preocupación era una razón clave por la que Macron y el establecimiento político francés salieron rápidamente en defensa de Nahel M. y su familia, intimidados por la idea de una repetición de 2005. Esto se amplificó por el hecho de que Macron ya había supervisado varios disturbios desenfrenados en Francia durante su presidencia, incluidas las protestas de los chalecos amarillos y las protestas en curso resultantes de los intentos de reforma del sistema de pensiones francés.
El présidente Emmanuel Macron negó las causas sociales del estallido: las culpas serían de los videojuegos, las redes sociales, las irresponsabilidad de los padres que ahora son amenazados con castigos sin sus hijos menores cometen delitos. En cuanto a la izquierda, encabezada por Francia insumisa, el acento está puesto en las desigualdades cada vez mayores, la deficiencia del Estado, la justicia, la policía con más posibilidad de gatillo fácil desde la ley de 2017, las políticas económicas.

## Arrestos y posteriores reacciones populares
Emmanuel Macron, presidente de Francia, declaró el incidente "inexcusable e imperdonable", mientras se encontraba en la ciudad francesa de Marsella, y agregó que el incidente "conmovió a toda la nación". Las declaraciones de Macron se destacaron por ser una crítica rara a la aplicación de la ley francesa por parte de funcionarios del gobierno, quienes a raíz de los recientes aumentos delictivos a menudo dudan en castigar a la policía. El futbolista francés Kylian Mbappé acudió a Twitter para denunciar el incidente como "inaceptable" y envió sus condolencias a la familia de Nahel. El actor y comediante francés Omar Sy también mostró su apoyo a los familiares de Nahel. La madre de Nahel, Mouinia, recurrió a TikTok para convocar una protesta en memoria de su hijo, llamando a "una revuelta por mi hijo". La abuela de Nael manifestó que le faltó el perdón a la policía y al gobierno, afirmando "Mataron a mi nieto, ahora no me importa nadie, me quitaron a mi nieto, nunca los perdonaré en mi vida, nunca, nunca, nunca".
El futbolista del FC Barcelona Jules Koundé criticó la cobertura del incidente, afirmando que los medios de comunicación se estaban aprovechando del incidente para "distorsionar la verdad" y encontrar excusas para criminalizar a M. El político de izquierda y exlíder del partido La France Insoumise Jean-Luc Melenchon llamó por la reforma policial en respuesta al asesinato. Mike Maignan, futbolista del AC Milan, declaró en Twitter que "siempre es para las mismas personas que estar en el mal conduce a la muerte".
Le Parisien y BFM TV han sido criticados por transmitir el relato de la policía sin precaución en las primeras horas del evento, antes de cambiar su narrativa en respuesta a la evidencia en video y la presión de otros medios de comunicación.
En el otro lado del péndulo, Éric Ciotti, presidente del conservador Los Republicanos, manifestó su apoyo a la policía, tildándola de defensora de la seguridad colectiva y denunciando que los disturbios subsiguientes son injustificados. La política de derechas Marine Le Pen, líder del partido Agrupación Nacional, calificó las declaraciones de Macron de "excesivas" e "irresponsables", y agregó que "el presidente está dispuesto a ignorar los principios constitucionales en un intento por apagar un posible incendio".
La Asamblea Nacional francesa guardó un minuto de silencio para llorar el incidente. Se señaló que el apoyo de Nahel y su familia por parte de los políticos franceses era bastante inusual, contrario a su típica vacilación para criticar a la policía dentro del país. Hugh Schofield, de la BBC, atribuyó esto a los efectos de las redes sociales, lo que permitió la difusión de este tipo de videos con facilidad, así como al miedo que surgió de los disturbios posteriores. Los sindicatos de policía franceses no respondieron con amabilidad a la falta de apoyo de los funcionarios del gobierno, y Alliance Police nationale, un importante sindicato de policía francés, criticó a Macron por su oposición a la policía y afirmó que es "difícil de creer que el presidente, al contrario. a sus pasadas declaraciones de apoyo a la policía... debería burlarse tanto de la separación de poderes... como para condenar a nuestros colegas antes de que la justicia haya tenido la oportunidad de hablar".
El Ministerio de Asuntos Exteriores de Argelia publicó un comunicado el 29 de junio en el que expresó que Argelia conoció con "conmoción y consternación la brutal y trágica desaparición del joven Nahel" y que el país sigue el caso con "gran atención",  al tiempo que también añadiendo que Argelia confía en que el gobierno francés asuma su deber de protección y seguridad para los ciudadanos argelinos en territorio francés.
La Oficina del Alto Comisionado de las Naciones Unidas para los Derechos Humanos pidió a Francia que abordara el racismo sistémico dentro de sus fuerzas policiales y pidió que las protestas siguieran siendo pacíficas.
Jean Messiha, exasesor de Marine Le Pen, una política francesa de extrema derecha, organizó una recaudación de fondos en GoFundMe para el oficial acusado. El 3 de julio había recaudado 963.000 €. El 4 de julio, los recaudadores de fondos recaudaron 1,5 millones de euros en apoyo del oficial involucrado en el tiroteo, mucho más que los 200.000 euros recaudados en apoyo de la familia de Merzouk.

## Casos similares
El 14 de junio de 2023, Alhoussein Camara, de 19 años, fue víctima de un asesinato racista a manos de un policía durante un control de carretera en Angulema. Su cuerpo fue repatriado a Conakri, Guinea, por su familia y las autoridades guineanas. Mientras estaban allí, apelaron a Francia para que se hiciera justicia.

## Polémicas sobre la inmigración
Ivan Rioufol y Céline Pina opinaron que la violencia (o "guerra civil" según Rioufol) estaba relacionada con la inmigración y el Islam. El ministro del Interior, cuando un senador de Los Republicanos le pidió que describiera "de qué manera" los alborotadores eran franceses, respondió que "había muchos Kevins y Mattéos entre los detenidos" y que pensaba que una lectura exclusivamente identitaria de la violencia urbana sería un error.  El énfasis en la inmigración de The Republicans fue descrito por la revista Marianne como parte de una estrategia de campaña para atraer votantes de Eric Zemmour y Marine Le Pen en las próximas elecciones.